# 2시의 뮤직테라피
우상임의 2시의 뮤직테라피는 제주교통방송에서 주말 오후 2시부터 4시까지 방송중인 음악 프로그램이다.

## 프로그램 소개
- 주말 오후의 감성을 일깨워주는 편안한 음악으로 청취자와 소통합니다. 추억 속 가요와 영화, 드라마 OST 등을 소개하고 제주어 퀴즈 등 다양한 코너로 힐링 할 수 있는 시간이 마련됩니다. 매주 아코디언 라이브 연주와 클래식, 가곡 등 폭넓은 선곡으로 깊이있는 음악방송을 만들어 갑니다

## 요일 코너

### 토요일
- 제주어 나들이 - 제주어 퀴즈
- 우상임의 아코디언 스쿨 - 아코디언 연주가 우상임의 아코디언 라이브 연주
- 오늘은 우리 가곡 - 가곡의 향수를 그리워하는 청취자와 함께 소통하는 시간
- 제목을 맞혀라 시즌2 - OST를 통해 영화, 드라마의 제목을 맞춰본다
- 주제가 있는 뮤직 테라피 - 주말 오후를 힐링시켜줄 신청곡 & 제작진 선곡 코너

### 일요일
- 이 노래 그 노래? - 리메이크 곡을 바탕으로 원곡 가수를 찾고 새로운 느낌을 감상하는 코너
- 말랑말랑 클래식 - 쉽고 편안하게 클래식으로 한걸음 더 다가가는 시간
- 응답하라 그 시절 - 시대별 히트곡으로 추억을 회상하는 코너
- 주제가 있는 뮤직 테라피 - 주말 오후를 힐링시켜줄 신청곡 & 제작진 선곡 코너
- 힐링 노트 -주말을 마무리할 수 있는 짧은 시, 좋은 글귀 소개